# Афганская рупия
Рупия — денежная единица Эмирата Афганистана до июля 1926 года.

## История
До 1891 года чеканились серебряные рупии и её фракции, медные филсы и золотые монеты (мухр, ашрафи и тилла). Фиксированного обменного курса между ними не существовало, различные регионы чеканили свои собственные монеты, отличавшиеся весом и изображениями. В обращении использовались различные иностранные монеты — персидские, российские, но чаще — индийские.
В 1891 году была введена новая денежная единица, основанная на кабульской рупии. Рупия делилась на 60 пайсов, каждая из которых в свою очередь — на 10 динаров. Также существовали такие монеты, как шахи (5 пайсов), санар (10 пайсов), аббаси (20 пайсов), киран (30 пайсов) и тилла, а впоследствии — амани (каждая — 10 рупий).
В июле 1926 года рупия была заменена на афгани в соотношении 11:10, однако фактически рупия ещё длительное время продолжала использоваться в обращении.

## Монеты

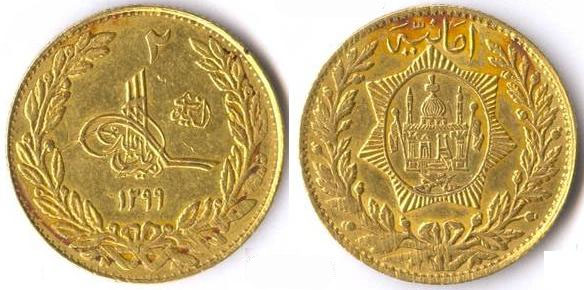
2 амани 1920 года

До 1891 года единственной медной монетой был филс. Серебряные монеты чеканились достоинством в 1⁄12, 1/10, 1⁄8, 1⁄6, ¼, ⅓, ½, 1 и 2 рупии, золотыми монетами были ашрафи, тилла, ½ мухра и мухр.
С 1891 года чеканились бронзовые, латунные и медные монеты достоинством в 1, 5, 10, 15 и 20 пайсов, серебряные монеты достоинством в 10 и 20 пайсов, а также ½, 1, 2½ и 5 рупий, и золотые монеты достоинством в 1 тиллу и ½, 1, 2 и 5 амани.

## Банкноты

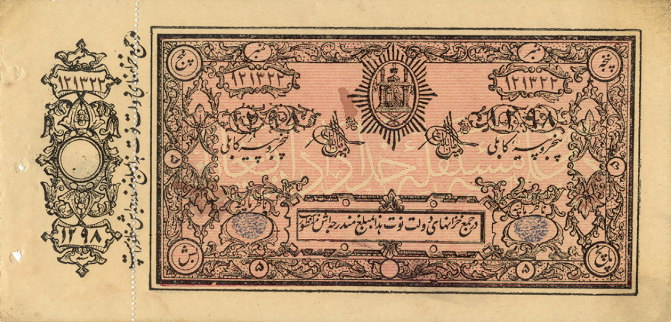
5 рупий 1919 года

В 1919—1920 годах были выпущены билеты казначейства номиналом в 1, 5, 10, 50 и 100 рупий.